# Eurrhypis pollinalis
Eurrhypis pollinalis — вид лускокрилих комах родини вогнівок-трав'янок (Crambidae).

## Поширення
Вид поширений в Південній та Центральній Європі. Присутній у фауні України.

## Опис
Розмах крил 28-33 мм. Крила темно-коричневого, майже чорного кольору. На передньому крилі є дві великі білі плями. На задніх крилах видно одну білу пляму і коротку смужку, але вони менші, ніж на передніх крилах. Зовнішній край обох пар крил підведений білим кольором.

## Спосіб життя
Метелики літають з квітня по серпень. Активні вдень. Трапляються на відкритих, добре прогрітих сонцем місцинах. Є два покоління на рік. Личинки живляться листям деяких видів бобових: дроком, солодкою, лабурнумом, жарновцем віниковим, вовчугом тощо.